# Xã Excelsior, Quận Kidder, Bắc Dakota
Xã Excelsior (tiếng Anh: Excelsior Township) là một xã thuộc quận Kidder, tiểu bang Bắc Dakota, Hoa Kỳ. Năm 2010, dân số của xã này là 37 người.